# یونادیلا (جورجیا)
یونادیلا، جورجیا (به انگلیسی: Unadilla, Georgia) یک شهر در ایالات متحده آمریکا با جمعیت ۲٬۷۷۲ نفر است که در جورجیا واقع شده‌است.

## موقعیت جغرافیایی
موقعیت جغرافیایی شهرها و مناطق اطراف به شرح زیر است: